# 모예
모예(MOYE)는 2019년 7월에 의류학 전공생들이 설립한 패션전문 크라우드펀딩 플랫폼 기업이다. 2020년 1월부터 서비스를 시작했다.

## 사업분야
아이디어나 시제품이 있는 패션신진디자이너가 제품 양산 전 대중의 펀딩을 통해 자금을 모집하는 크라우드 펀딩 중개 서비스이다. 